# Pierre Cousin (mathématicien)
Pour les articles homonymes, voir Pierre Cousin et Cousin.
Pierre Cousin est un mathématicien français né le 18 mars 1867 à Paris et mort le 18 janvier 1933  à Arcachon. Il est notamment à l'origine du théorème ,et du lemme qui portent son nom et ainsi des problèmes mathématiques éponymes.

## Publications
- Pierre Cousin, « Sur les fonctions de n variables complexes », Acta Math., vol. 19,‎ 1895, p. 1-62 (DOI 10.1007/BF02402869) Voir en ligne
- Pierre Cousin, « Sur les fonctions triplement périodiques de deux variables », Acta Math., vol. 33,‎ 1910, p. 105-232 (DOI 10.1007/BF02393214)
- Liste d'autres articles